# Andrea Caronti
Andrea Caronti (27 juin 1798, Blevio - 5 avril 1886, Bologne) est un bibliothécaire italien. On lui doit la rénovation complète du catalogue de la bibliothèque universitaire de Bologne au XIXe siècle.

## Biographie
Venu très jeune à Bologne, il obtient son diplôme en droit à 19 ans et entreprend peu après une carrière juridique qui ne lui plaît pas. Il choisit de devenir bibliothécaire. Entré en 1830, à la suite d'un concours, comme bibliothécaire assistant à la bibliothèque pontificale de Bologne, il y fait toute sa carrière. Il en est le directeur, sous le royaume d'Italie, à partir de 1866. Il ne quitte même pas Bologne pour un poste plus prestigieux à la bibliothèque du British Museum que lui propose Antonio Panizzi, connaissant sa valeur professionnelle.
À partir de 1838, il réalise le catalogue  par auteur et par titre sur fiches mobiles des imprimés de la bibliothèque universitaire de Bologne, pour remplacer et compléter le catalogue établi au siècle précédent par Lodovico Maria Montefani Caprara (d)  (1709-1785). Il comprend tous les ouvrages imprimés de la bibliothèque, y compris les incunables et les périodiques acquis par la bibliothèque depuis 1712, année de la fondation de l'Istituto delle Scienze di Bologna.
La salle Caronti conserve le catalogue historique des manuscrits de la Bibliothèque, dirigée entre 1866 et 1878 par Andrea Caronti.

## Ouvrage
- Gli incunabili della R. Biblioteca Universitaria di Bologna - Catalogo di Andrea Caronti compiuto et pubblicato da Alberto Bacci della Lega e Ludovico Frati, Bologne, N. Zanichelli, 1889.